# سارناکی
سارناکی (به لهستانی:  Sarnaki) یک روستا در لهستان است که در گمینا سارناکی واقع شده‌است. سارناکی ۱٬۱۹۴ نفر جمعیت دارد.